# Sclerotium tectum
Sclerotium tectum är en svampart som beskrevs av Fr. 1815. Sclerotium tectum ingår i släktet Sclerotium och riket svampar.   Inga underarter finns listade i Catalogue of Life.